# برج اسکاندیک ویکتوریا
برج اسکاندیک ویکتوریا (به سوئدی: Victoria Tower) یک هتل و آسمان‌خراش در سوئد است که در بخش استکهلم واقع شده‌است.